# Strukturfunktionalisme
 Denne artikel bør gennemlæses af en person med fagkendskab for at sikre den faglige korrekthed.

Strukturfunktionalisme er en metode indenfor sociologien og antropologien, der fokuserer på at studere de sociale funktioner i en institution for at få en forståelse for hele systemets virken. Strukturfunktionalisterner ser samfundet som bygget op af forskellige uafhængige institutioner, som harmonerer med hinanden. Teoretikere som A. R. Radcliffe-Brown og Bronislaw Malinowski var med til at grundlægge retningen, med stærk påvirkning af Emile Durkheim og Max Weber.
I 1960'erne blev strukturfunktionalismen kritiseret for ikke at kunne forklare sociale forandringer og konflikter. Funktionalismen sprang ud af en tid, hvor man så samfundsstrukturer i en evolutionær linje. Man mente at "vilde" var i den nederste del af udviklingen, derefter "barbarer" og i toppen "civilisation". Også religionen blev set i dette lys: animisme, polyteisme og monoteisme. Funktionalisme var et oprør mod dette, de ville forstå samfund uden historisk og teknologisk kontekst. De ønskede blot at se på strukturen. Det giver dog i følge kritikken ikke et helt billede af et samfund, da kulturen, ideologien og historiske indvirkninger ikke kommer med, hvilket ifølge kritikerne er de instanser, der gør et samfund unikt.